# セレン化亜鉛
セレン化亜鉛（セレンかあえん、英: zinc selenide、ジンクセレナイド）は、淡黄色の不溶性の固体である。25 °Cで2.7 eVのバンドギャップを持つ真性半導体である。標準生成エンタルピーは25 °Cで177.6 kJ/molである。結晶は閃亜鉛鉱の形をとり、格子定数はa = 566.8 pmである。天然にはほとんど存在しない。ハンス・シュティレ(Hans Stille) にちなんで名づけられたシュティレ鉱(Stilleite)という鉱物から発見された。

## 応用
- セレン化亜鉛は発光ダイオードや半導体レーザーを作るのに用いられ、青い光を発する。ハロゲンなどがドーピングされて、N型半導体になる。P型半導体を作るのは難しいが、窒素を導入することで達成できる。
- 0.6 μmから10 μmの広い範囲で高い透過率があり、赤外光学材料に用いられる。
- クロムをドーピングされたセレン化亜鉛は、2.5 μmの赤外線レーザーを発する[1]。
- セレン化亜鉛はセレン化水素ガスと亜鉛蒸気から微結晶シートとして作られ、耳に差し込む体温計から黄色い窓ガラスまで生活の広い範囲にも使われている。空気中の水分と徐々に反応するが、大きな問題とはならない。
- テルルをドーピングされたセレン化亜鉛は、ピークを640 nmに持つシンチレーターとなり、フォトダイオードに適する。これはX線やガンマ線の検出器として用いられている。セレン化亜鉛型の検出器は、硫化亜鉛を使ったものとかなり性質が異なる。

## 化学
- 酸と反応すると有毒なセレン化水素を発生する。
- 有機金属気相成長法などの化学気相成長を用いて結晶を成長させることができる。